# Pedagogický pracovník
Pedagogický pracovník je osoba, která koná vyučovací, výchovnou, speciálněpedagogickou nebo pedagogicko-psychologickou činnost přímým působením na vzdělávaného. Uskutečňuje tak výchovu a vzdělávání a práci související s přímou pedagogickou činností. Tu lze jinak nazývat nepřímou pedagogickou činností a zahrnuje přípravu učebních pomůcek, spolupráci se zákonnými zástupci, účast na poradách atd.
Je zaměstnancem právnické osoby, která vykonává činnost školy, nebo zaměstnancem státu, nebo ředitelem školy, není-li k právnické osobě vykonávající činnost školy v pracovněprávním vztahu nebo není-li zaměstnancem státu. Pedagogickým pracovníkem je též zaměstnanec, který vykonává přímou pedagogickou činnost v zařízeních sociálních služeb.

## Pedagogičtí pracovníci
- učitel

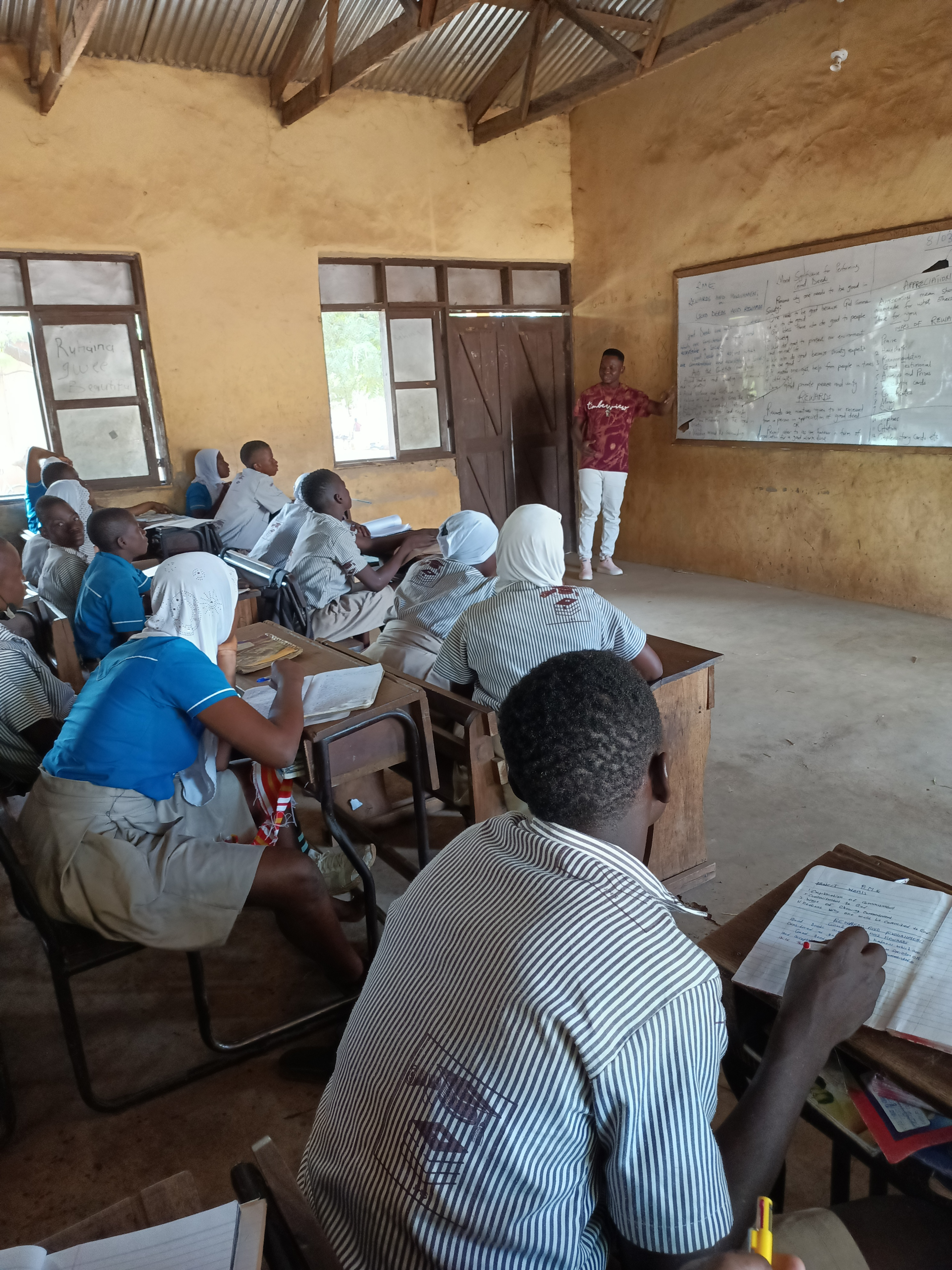
Učitel ve škole v Ghaně.

- pedagog v zařízení pro další vzdělávání pedagogických pracovníků
- vychovatel
- speciální pedagog
- psycholog
- pedagog volného času
- asistent pedagoga
- trenér
- metodik prevence v pedagogicko-psychologické poradně
- vedoucí pedagogický pracovník[1]

## Předpoklady pro výkon činnosti pedagogického pracovníka
Pedagogickým pracovníkem může být ten, kdo splňuje předpoklady, které jsou pevně vymezeny v zákonu č. 563/2004 Sb., Zákonu o pedagogických pracovnících:
- je plně způsobilý k právním úkonům
- má odbornou kvalifikaci pro přímou pedagogickou činnost, kterou vykonává
- je bezúhonný
- je zdravotně způsobilý
- prokázal znalost českého jazyka[1]

Studium k získání odborné kvalifikace
Pedagogický pracovník by měl mít nezbytné morální, intelektuální a fyzické kvality, ale také hluboké odborné znalosti a dovednosti. K získání odborné kvalifikace musí absolvovat všeobecnou, speciální a pedagogickou přípravu na univerzitách nebo pedagogických školách na úrovni srovnatelné s univerzitou (vyšší odborná škola), nebo v odborných středních školách.
Programy přípravy zahrnují tyto oblasti:
- všeobecné předměty
- studium teorie a historie výchovy a vzdělávání, základů řízení školství a metod vyučování různých předmětů, základů filozofie, psychologie či sociologie ve vztahu k výchově
- studium předmětů, které se speciálně vztahují k budoucí oblasti vyučování
- pedagogickou praxi ve školní i mimoškolní činnosti pod vedením kvalifikovaných učitelů[2]

## Práva a povinnosti
Jsou zakotveny ve školních a vnitřních řádech škol, ale jejich základ je předepsán již v zákoníku práce.

#### Mají právo
- na dobré podmínky pro výkon jejich pedagogické činnosti, na ochranu před fyzickým násilím nebo psychickým nátlakem ze strany osob, se kterými přichází v práci do kontaktu
- aby ostatní osoby nezasahovaly do jejich přímé pedagogické činnosti
- na využívání metod, forem a prostředků dle vlastního uvážení v souladu se zásadami a cíli vzdělávání
- volit a být voleni do školské rady
- na objektivní hodnocení své pedagogické činnosti[3]

#### Jsou povinni
- vykonávat pedagogickou činnost v souladu se zásadami a cíli vzdělávání (dodržovat učební plány, osnovy, dokumenty a předpisy)
- chránit a respektovat práva dítěte, žáka nebo studenta
- chránit bezpečí a zdraví dítěte, žáka a studenta a předcházet všem rizikům
- vytvářet pozitivní a bezpečné klima ve školním prostředí a podporovat jeho rozvoj
- zachovávat mlčenlivost a chránit osobní údaje, informace o zdravotním stavu dětí, žáků a studentů a nezveřejňovat výsledky poradenské pomoci školského poradenského zařízení a školního poradenského pracoviště[3]
- informovat žáky o výsledcích jejich vzdělávání, pakliže je dítě nezletilé, sdělit je i jeho zákonnému zástupci
- vyvarovat se nežádoucího (sexuálního) chování k ostatním zaměstnancům a žákům[2]

## Další vzdělávání pedagogických pracovníků
Další vzdělávání zahrnuje programy, jejichž absolvováním je možno si zvýšit nebo rozšířit kvalifikaci. Lze tak studovat programy celoživotního vzdělávání uskutečňované vysokými školami, nebo zařízeními pro další vzdělávání pedagogických pracovníků. Pedagogický pracovník má povinnost se po dobu své pedagogické činnosti, tedy i po ukončení studia k získání odborné kvalifikace, dále vzdělávat, prohlubovat, obnovovat a doplňovat si svou kvalifikaci, tzv. průběžné vzdělávání.

## Právní předpisy vztahující se k pedagogickým pracovníkům
- Zákon č. 563/2004 Sb., o pedagogických pracovnících a o změně některých zákonů
- Zákon č. 18/2004 Sb., o uznávání odborné kvalifikace a jiné způsobilosti státních příslušníků členských států Evropské unie a o změně některých zákonů (zákon o uznávání odborné kvalifikace)
- Nařízení vlády č. 75/2005 Sb., o stanovení rozsahu přímé vyučovací, přímé výchovné, přímé speciálně pedagogické a přímé pedagogicko-psychologické činnosti pedagogických pracovníků
- Vyhláška č. 54/2005 Sb., o náležitostech konkursního řízení a konkursních komisích
- Vyhláška č. 317/2005 Sb., o dalším vzdělávání pedagogických pracovníků, akreditační komisi a kariérním systému pedagogických pracovníků
- Vyhláška č. 263/2007 Sb., kterou se stanoví pracovní řád pro zaměstnance škol a školských zařízení zřízených Ministerstvem školství, mládeže a tělovýchovy, krajem, obcí nebo dobrovolným svazkem obcí[5]